# 11월 18일
11월 18일은 그레고리력으로 322번째(윤년일 경우 323번째) 날에 해당한다.

## 사건
- 1307년 - 빌헬름 텔이 아들 머리 위에 올려놓은 사과를 활로 쏘아 맞추다.
- 1903년 - 미국과 파나마가 파나마 운하의 건설과 운영에 관한 헤이-뷔노 바리야 조약을 맺다.
- 1954년 - 한미상호방위조약이 의회의 비준을 거쳐 발효되다.
- 1978년 - 존스타운 집단 자살사건: 가이아나에서 인민사원의 집단 자살이 벌어지다.
- 1987년 - 영국 킹스크로스역에서 불이 나 31명이 죽다.
- 2005년 - 아시아 태평양 경제협력체(APEC)에서 주최하는 2005년 부산 APEC 정상회의(~11월 19일)가 대한민국 부산광역시에서 개최.
- 2014년 -
  - 미국 뉴욕주와 버펄로 지역에서 기록적인 폭설이 내려서 4명이 사망하였다.
  - 북한 인권 상황을 국제형사재판소에 넘기도록 권고하는 유엔 총회 결의안이 압도적인 찬성으로 통과하였다.

## 문화
- 1884년 - 한국 최초의 우표를 우정총국에서 발행.
- 1928년 - 미국에서 월트 디즈니가 《증기선 윌리》를 개봉하고, 미키 마우스가 처음으로 세상에 알려지다.
- 1959년 - 영화 《벤허》가 뉴욕 시에서 개봉.
- 1969년 - 대한민국에서 1970학년도 예비고사 실시
- 1998년 - 첫 금강산 관광 유람선이 동해항을 출발하였다.
- 2021년
  - KBO 리그 한국시리즈 4차전에서 kt wiz가 두산 베어스를 8대 4로 꺾고 시리즈 전적 4승으로 2013년 창단 이후 8년만에 통산 1번째 우승을 달성하였다.
  - 남부순환로 광복교 ~ 사성교(옛 안양교) 6차로 확장 공사가 완료되었다.
- 2023년 - 푸른밤이 18년 만에 종영되었다.

## 탄생
- 1647년 - 프랑스의 철학자, 사상가 피에르 벨. (~1706년)
- 1773년 - 일본 에도 막부의 제11대 쇼군 도쿠가와 이에나리. (~1841년)
- 1786년
  - 독일 작곡가 카를 마리아 폰 베버. (~1826년)
  - 영국의 작곡가이자 지휘자 헨리 비숍. (~1855년)
- 1870년 - 미국의 배우 잭 리처드슨. (~1960년)
- 1882년 - 미국의 야구인 잭 쿰스. (~1957년)
- 1933년 - 대한민국의 국악인 박병천. (~2007년)
- 1935년 - 대한민국의 시인 양채영. (~2018년)
- 1938년 - 대한민국의 정치인 안상영. (~2004년)
- 1939년 - 대한민국의 가수 오기택. (~2022년)
- 1943년 - 대한민국의 경제학자 정창영. (~2024년)
- 1948년 - 대한민국의 전직 제주도의원 김영희.
- 1953년 - 영국의 만화가 앨런 무어.
- 1955년 - 대한민국의 바둑 기사 김철중. (~2025년)
- 1958년 - 대한민국의 명인, 기업인 이하연.
- 1960년 - 중화민국의 정치인 장이화.
- 1961년 - 영국의 각본가 스티븐 모팻.
- 1963년 - 덴마크의 전직 축구 선수 페테르 슈마이켈.
- 1964년
  - 대한민국의 배우 최재성.
  - 대한민국의 희극인 이경애.
- 1968년
  - 미국의 배우 오언 윌슨.
  - 에스토니아의 펜싱 선수 카이도 카베르마.
- 1970년
  - 미국의 저널리스트, 변호사 메긴 켈리.
  - 일본의 성우 니시무라 치나미.
- 1971년
  - 대한민국의 축구 선수 이임생.
  - 대한민국의 법조인, 정치인, 국회의원 곽상언.
- 1972년 - 미국의 스노보드 선수 크리스 클러그.
- 1974년 - 미국의 배우 클로이 세비니.
- 1975년
  - 도미니카 공화국의 야구 선수 데이비드 오르티스.
  - 미국의 전직 농구 선수 제이슨 윌리엄스.
- 1976년
  - 대한민국의 가수 진이랑.
  - 대한민국의 희극인 박보드레.
- 1978년 - 멕시코의 축구 선수 마리벨 도밍게스.
- 1979년 - 대한민국의 희극인 이정수.
- 1980년
  - 일본의 가수, 배우 오카다 준이치 (V6).
  - 일본의 성우 치하라 미노리.
  - 대한민국의 작곡가 한상원.
  - 미국의 야구 선수 C. J. 윌슨.
- 1981년
  - 대한민국의 가수 신지 (코요태).
  - 대한민국의 축구 선수 이상호.
- 1982년
  - 일본의 성우 와타나베 아케노.
  - 대한민국의 배우 차현정.
- 1983년
  - 잉글랜드의 전 축구 선수 마이클 도슨.
  - 노르웨이의 사업가 욘 레크 요한센.
- 1984년
  - 대한민국의 배우 정새별.
  - 대한민국의 전 야구 선수 권영진.
  - 일본의 가수 치바 료헤이 (w-inds.).
  - 미국의 음악가 조니 크라이스트.
- 1985년
  - 대한민국의 희극인, 가수 이용진.
  - 독일의 축구 선수 멜라니 베링거.
- 1986년
  - 대한민국의 야구 선수 홍성용.
  - 대한민국의 뮤지컬 배우 유대성.
- 1987년
  - 미국의 배우 제이크 에이블.
  - 대한민국의 배우 윤박.
  - 대한민국의 배우 정은별.
  - 대한민국의 성우 이다슬.
  - 일본의 성우, 가수 하라다 히토미.
- 1988년 - 대한민국의 가수, 배우 성인규. (~2013년)
- 1989년
  - 잉글랜드의 축구 선수 마크 올브라이턴.
  - 대한민국의 야구 선수 류원석.
  - 대한민국의 야구 선수 신재영.
- 1990년
  - 대한민국의 희극인 배정근.
  - 대한민국의 희극인 겸 방송인 주현정.
  - 대한민국의 피겨 스케이팅 선수 김나영.
  - 대한민국의 축구 선수 임하람.
  - 대한민국의 작가, 미술가 정은혜.
- 1991년
  - 조선민주주의인민공화국의 역도 선수 엄윤철.
  - 대한민국의 가수 진영 (B1A4).
  - 대한민국의 가수 스텔라장.
- 1992년
  - 중국의 배우, 가수 루팅.
  - 미국의 배우 네이선 크레스.
- 1993년
  - 대한민국의 배우 한소희.
  - 일본의 가수 오쿠나가 마코토.
- 1994년
  - 대한민국의 가수 김수찬.
  - 대한민국의 리그 오브 레전드 프로게이머 고릴라.
- 1995년
  - 대한민국의 전 스타크래프트 프로게이머 남기웅.
  - 대한민국의 리그 오브 레전드 프로게이머 탱크.
- 1996년
  - 대한민국의 가수 서리.
  - 태국의 가수 SORN (CLC).
  - 대한민국의 피겨스케이팅 선수 이동원.
  - 미국의 배우 노아 링거.
- 1997년
  - 대한민국의 연극배우 김민주.
  - 대한민국의 축구 선수 원두재.
  - 스페인의 축구 선수 로베르트 산체스.
- 1999년 - 대한민국의 야구 선수 배민서.
- 2000년 - 중국의 리그 오브 레전드 프로게이머 위원보.
- 2004년 - 대한민국의 축구 선수 강민승.

### 미상
- 미국의 작곡가, 지휘자 카터 버웰.

## 사망
- 1565년 - 조선 중기의 문신, 정치인 윤원형. (1503년~)
- 1886년 - 미국의 제21대 대통령 체스터 A. 아서. (1829년~)
- 1922년 - 프랑스의 작가, 소설가 마르셀 프루스트. (1871년~)
- 1961년 - 대한민국의 독립운동가 어윤희. (1880년~)
- 1962년 - 덴마크의 물리학자 닐스 보어. (1885년~)
- 1982년 - 대한민국의 권투 선수 김득구. (1956년~)
- 1991년 - 체코슬로바키아의 정치인 구스타우 후사크. (1913년~)
- 2005년 - 대한민국의 삼성그룹 회장 이건희의 셋째딸 이윤형. (1979년~)
- 2017년 - 오스트레일리아의 음악가, 기타리스트 맬컴 영. (1953년~)
- 2018년
  - 대한민국의 성우 김일. (1966년~)
  - 대한민국의 기업인 윤정구. (1927년~)
- 2022년 - 캐나다의 영화배우 진 라포인티. (1935년~)
- 2023년 - 네덜란드의 축구 선수 뤼트 헤일스. (1948년~)
- 2024년
  - 미국의 농구 선수 밥 러브. (1942년~)
  - 영국의 영화배우 콜린 피터슨. (1946년~)

## 기념일
- 독립기념일: 라트비아, 모로코
- 건국 기념일(National Day): 오만

## 같이 보기
- 전날: 11월 17일 다음날: 11월 19일 - 전달: 10월 18일 다음달: 12월 18일
- 음력: 11월 18일
- 모두 보기